# Мірибель (Дром)
Мірибе́ль, Мірібель (фр. Miribel) — колишній муніципалітет у Франції, у регіоні Овернь-Рона-Альпи, департамент Дром. Населення — 274 осіб (2011).
Муніципалітет був розташований на відстані близько 460 км на південний схід від Парижа, 70 км на південь від Ліона, 35 км на північний схід від Валанса.

## Історія
До 2015 року муніципалітет перебував у складі регіону Рона-Альпи. Від 1 січня 2016 року належав до нового об'єднаного регіону Овернь-Рона-Альпи.
1 січня 2019 року Мірибель, Монриго i Сен-Бонне-де-Вальклер'є було об'єднано в новий муніципалітет Валербасс.

## Демографія
Динаміка населення (INSEE ):
Розподіл населення за віком та статтю (2006):
| Стать | Всього | До 15 років | 15-24 | 25-44 | 45-64 | 65-85 | Понад 85 |
| --- | ------ | ----------- | ----- | ----- | ----- | ----- | -------- |
| Чоловіки | 128    | 24          | 24    | 20    | 48    | 12    | 0        |
| Жінки | 104    | 16          | 12    | 24    | 36    | 16    | 0        |
| \| Статево-вікова піраміда \| Статево-вікова піраміда \| Статево-вікова піраміда \| \| ----------------------- \| ----------------------- \| ----------------------- \| \| Чоловіки \| Вік \| Жінки \| \| 0 \| 85 + \| 0 \| \| 8 \| 80-84 \| 4 \| \| 0 \| 75-79 \| 4 \| \| 0 \| 70-74 \| 4 \| \| 4 \| 65-69 \| 4 \| \| 0 \| 60-64 \| 4 \| \| 16 \| 55-59 \| 8 \| \| 12 \| 50-54 \| 16 \| \| 20 \| 45-49 \| 8 \| \| 4 \| 40-44 \| 12 \| \| 4 \| 35-39 \| 0 \| \| 8 \| 30-34 \| 4 \| \| 4 \| 25-29 \| 8 \| \| 4 \| 20-24 \| 4 \| \| 20 \| 15-20 \| 8 \| \| 4 \| 10-14 \| 12 \| \| 12 \| 5-9 \| 0 \| \| 8 \| 0-4 \| 4 \| |        |             |       |       |       |       |          |
| Статево-вікова піраміда |        |             |       |       |       |       |          |
| Чоловіки | Вік    | Жінки       |       |       |       |       |          |
| 0 | 85 +   | 0           |       |       |       |       |          |
| 8 | 80-84  | 4           |       |       |       |       |          |
| 0 | 75-79  | 4           |       |       |       |       |          |
| 0 | 70-74  | 4           |       |       |       |       |          |
| 4 | 65-69  | 4           |       |       |       |       |          |
| 0 | 60-64  | 4           |       |       |       |       |          |
| 16 | 55-59  | 8           |       |       |       |       |          |
| 12 | 50-54  | 16          |       |       |       |       |          |
| 20 | 45-49  | 8           |       |       |       |       |          |
| 4 | 40-44  | 12          |       |       |       |       |          |
| 4 | 35-39  | 0           |       |       |       |       |          |
| 8 | 30-34  | 4           |       |       |       |       |          |
| 4 | 25-29  | 8           |       |       |       |       |          |
| 4 | 20-24  | 4           |       |       |       |       |          |
| 20 | 15-20  | 8           |       |       |       |       |          |
| 4 | 10-14  | 12          |       |       |       |       |          |
| 12 | 5-9    | 0           |       |       |       |       |          |
| 8 | 0-4    | 4           |       |       |       |       |          |

## Економіка
2010 року серед 162 осіб працездатного віку (15—64 років) 123 були активними, 39 — неактивними (показник активності 75,9%, у 1999 році було 69,6%). З 123 активних мешканців працювало 114 осіб (66 чоловіків та 48 жінок), безробітними було 9 (3 чоловіки та 6 жінок). Серед 39 неактивних 11 осіб було учнями чи студентами, 18 — пенсіонерами, 10 були неактивними з інших причин.

У 2010 році в муніципалітеті числилось 106 оподаткованих домогосподарств, у яких проживали 271,0 особи, медіана доходів виносила 15 310 євро на одного особоспоживача